# Roberta Valentini
Roberta Valentini (* 30. August 1981 in Nürnberg) ist eine Musicaldarstellerin mit italienischer und deutscher Staatsbürgerschaft.

## Leben
Nach der Mittleren Reife schloss Valentini zunächst eine Ausbildung als Groß- und Außenhandelskauffrau in Nürnberg ab, daneben trat sie als Sängerin mit der Band pino barone auf. Von 2002 bis 2006 absolvierte sie den Diplom-Studiengang Musical an der Bayerischen Theaterakademie August Everding in München.
Ihr jüngerer Bruder Enrico Valentini ist Fußballprofi beim 1. FC Nürnberg, ihre Schwester war Vereinsangestellte. Die Eltern betreiben in Nürnberg ein Lokal.

## Karriere
Erste Erfahrungen im Bereich Musical sammelte Valentini während des Studiums unter anderem als Éponine in Les Misérables am Hoftheater Nürnberg. Bei den Bregenzer Festspielen gehörte sie 2003 zum Ensemble von Leonard Bernsteins West Side Story und war dort 2004 auch in der Rolle der Francisca sowie bei der konzertanten Aufführung von Bernsteins Wonderful Town zu sehen. Im November 2003 stand sie als Daisy im Musical Fletsch – Saturday Bite Fever auf der Bühne des Akademietheaters, ein Jahr später trat sie im Prinzregententheater als Solistin in der Gala Bring on Tomorrow auf.
In Stephen Sondheims Into the Woods wirkte sie an gleicher Stelle im März 2005 als Florinda mit. Danach war sie bei den Thunerseespielen im Musical Elisabeth als Gräfin Esterhazy und in der Titelrolle zu sehen. Im Metropoltheater München spielte sie die Mrs. Kendall in Der Elefantenmensch und am Staatstheater Braunschweig gab sie im Musical Anatevka die Chava.
Ab Oktober 2007 war Roberta Valentini im Musical Wicked – Die Hexen von Oz im Palladium Theater in Stuttgart zu sehen, wo sie die Rolle der Elphaba alternierend besetzte, die sie auch wieder im Metronom Theater in Oberhausen ab März 2010 übernahm.
Von Januar bis Mai 2009 spielte Valentini die Titelrolle im Musical Marie Antoinette im Musical Theater Bremen. Außerdem sang sie in mehreren Bandformationen. Ab September 2011 war sie als Florence Vassy im Musical Chess im Theater Bielefeld zu sehen, seither stand sie dort in einer Reihe von Produktionen auf der Bühne. Von November 2011 bis Mai 2012 war sie als Ulla im Musical Kein Pardon im Capitol Theater in Düsseldorf zu sehen.
2012 und 2015 war Valentini Solistin bei der Musicalgala Sommernacht des Musicals im Burgtheater Dinslaken. In den letzten Jahren war sie Gaststar beispielsweise beim Musicalballads Unplugged Soloprogramm des Musicaldarstellers Mark Seibert oder an den Stanke ohne Strom-Konzerten von Patrick Stanke. Als Solistin war sie auch Teil der Tournee Die größten Musical Hits aller Zeiten – die großen Fünf des deutschen Musicals, an der unter anderem auch Pia Douwes und Alexander Klaws mitwirkten.
Ab Juli 2014 stand Valentini als Henriette in der Uraufführung des Musicals Casanova von Stephan Kanyar im Anhaltischen Theater Dessau auf der Bühne. Ab November 2014 verkörperte sie zudem die Titelrolle in der Tour-Musicalproduktion ELISABETH – die wahre Geschichte der Sissi, in der sie auch in Shanghai ihr Debüt gab. Die Tour gastierte in einer Vielzahl von deutschen Städten sowie in Linz in Österreich und endete im März 2016 in Hamburg. Im Sommer 2016 übernahm Valentini die Rolle der Morgana im Musical Artus – Excalibur bei den Freilichtspielen Tecklenburg. Dort verkörperte sie auch im folgenden Sommer die Rolle der Beatrice im Musical Rebecca sowie den Part der Fiona im Musical Shrek.
Sie kehrte außerdem an das Theater Bielefeld zurück, um in einer Wiederaufnahme des Musicals Die letzten fünf Jahre erneut als Cathy auf der Bühne zu stehen und an der Uraufführung des Stücks Das Molekül mitzuwirken, das im Mai 2017 seine Premiere feierte. In der Uraufführung des Stückes Herz aus Gold, ein Musical, das die Lebensgeschichte Jakob Fuggers erzählt, spielte sie 2018 erstmals für das Theater Augsburg und prägte die Rolle von Fuggers Geliebten Sibylla senior. Von Oktober 2018 bis 13. Januar 2019 war sie als Molly in dem Musical Ghost – Nachricht von Sam im Operettenhaus in Hamburg zu sehen. Ab November 2019 spielte sie diese Rolle auch im Palladium Theater in Stuttgart.
Abseits der Musicalbühne nahm sie 2017 an der siebten Staffel der Gesangs-Castingshow The Voice of Germany teil, wo sie in den „Blind Auditions“ ausschied.
Ab Dezember 2024 ist sie mit dem Musical Elisabeth in der Titelrolle, die sie sich mit Bettina Mönch teilt, auf Deutschland-Österreich und Schweiz Tour.

## Rollen
- West Side Story - Bregenzer Festspiele - Rolle: Ensemble, Francisca (2003/2004):
- Into the Woods - Prinzregententheater München - Rolle: Florinda (2005)
- Der Elefantenmensch - Metropoltheater München - Rolle: Mrs. Kendall (2006)
- Elisabeth - Thunerseespiele - Rolle: Gräfin Esterhazy/alternierend Elisabeth (2006)
- Ein Stück vom Mond - Akademietheater München - Rolle: Solistin (2006)
- Anatevka - Staatstheater Braunschweig - Rolle: Chava (2007)
- Wicked – Die Hexen von Oz - Palladium Theater Stuttgart - Rolle: Elphaba (alternierend) (2007–2010)
- Jekyll & Hyde - Theater Bielefeld - Rolle: Lucy (9/2007 – 7/2008)
- Marie Antoinette - Musical Theater Bremen - Rolle: Marie Antoinette (Januar–Mai 2009)
- Wicked – Die Hexen von Oz - Metronom Theater Oberhausen - Rolle: Elphaba (alternierend) (3/2010 – 2/2011)
- Wicked – Die Hexen von Oz - Metronom Theater Oberhausen - Rolle: Erstbesetzung Elphaba (3/2011 – 9/2011)
- Chess - Theater Bielefeld - Rolle: Florence Vassy (2011/2012)
- Kein Pardon -  Capitol Theater (Düsseldorf) - Rolle: Ulla (2011-5.2012)
- Company -  Theater Bielefeld - Rolle: April (2011/12)
- City of Angels -  Theater Bielefeld - Rolle: Gabby/Bobby (2012/13)
- Die Hexen von Eastwick - Theater Bielefeld - Rolle: Sukie Rougemont (2013/14)
- Die letzten fünf Jahre - Theater Bielefeld - Rolle: Cathy (2013–15)
- Casanova - Anhaltisches Theater Dessau - Rolle: Henriette (2014–15)
- Elisabeth - Tourproduktion Rolle: Elisabeth (2014/15)
- Chess, - Theater Chemnitz - Rolle: Florence Vassy (2015/16)
- Artus Excalibur - Freilichtspiele Tecklenburg - Rolle: Morgana (2016)
- Die letzten 5 Jahre - Theater Bielefeld - Rolle: Cathy (2017)
- Das Molekül - Theater Bielefeld - Rolle: Rosalind Franklin/Claire/Beatrice (2017)
- Bateson/Phoebe (Phoebus Levane)/Carol
- Shrek - Freilichtspiele Tecklenburg - Rolle: Prinzessin Fiona (2017)
- Rebecca - Freilichtspiele Tecklenburg - Rolle: Beatrice Lacy (2017)
- Luna - Expedithalle Wien - Rolle: Berit (2017)
- Herz aus Gold - Theater Augsburg - Rolle: Sibylla (2018)
- Evita -   Capitol Mannheim - Rolle: Evita (2018)
- Ghost – Nachricht von Sam - Operettenhaus Hamburg - Rolle: Molly (10/2018–01/2019)
- Ghost – Nachricht von Sam - Palladium Theater Stuttgart - Rolle: Molly (11/2019–03/2020)
- Dracula - Ulmer Wilhelmsburg - Rolle: Mina Murray (06–07/2021)
- Dracula - Deutsches Theater München - Rolle: Mina Murray (10–11/2022)

## Tournee-Produktionen
- Unbezahlbar (2013)
- Michael Kunze - A Musical Tribute (2014–2017)
- Die Superstars des Musicals (2016)
- Die größten Musicalhits aller Zeiten (2016 und 2019)
- #Bauchgefühl (2017/18)

## Soloprogramm
- 2006: Diplomarbeit: That’s Who I Am
- 2006: Two Man Show (mit Oliver Arno): Wer will für immer leben?
- 2010: One Woman Show: Verlangen wir denn zu viel?

## Preise
- 2005: 3. Preis beim Musicalwettbewerb der HypoVereinsbank Jugend kulturell
- 2011: 1. Platz beim DaCapo Musical-Award „Beste Darstellerin Long Run“ für Wicked – Die Hexen von Oz
- 2012: 2. Platz beim DaCapo Musical-Award „Beste Darstellerin Long Run“ für Kein Pardon
- 2013: 2. Platz beim DaCapo Musical-Award „Beste Darstellerin Short Term“ für Das Geheimnis des Edwin Drood
- 2015: 1. Platz bei Musical1 Musicalwahlen „Beliebteste Musicaldarstellerin“
- 2016: 3. Platz bei den Musical1-Musicalwahlen „Beliebteste Musicaldarstellerin“[14]
- 2017: Nominiert für den Deutschen Musicaltheaterpreis „Beste Darstellerin in einer Hauptrolle“ für „Das Molekül“ (Theater Bielefeld)[15]